# Thomas Neumann (Soziologe)
Thomas Neumann (* 31. Dezember 1937 in Weimar; † 13. März 2002 in Hamburg) war ein deutscher Soziologe und Publizist. 

## Leben
Er studierte Soziologie, Literaturwissenschaft und Philosophie und wurde summa cum laude an der Universität Münster promoviert, seine Habilitation wurde von der Deutschen Forschungsgemeinschaft gefördert.
Neumanns 1973 einstimmig erfolgte Berufung zum Professor wurde von der Politik allerdings verhindert.
Von 1981 bis 1984 war Neumann Redakteur der Deutschen Volkszeitung, danach Mitbegründer und Redakteur der Düsseldorfer Debatte.
Von 1975 bis zu seinem Austritt 1984 war er Mitglied und Funktionär der Deutschen Kommunistischen Partei.
Seit 1992 wirkte Neumann als Redakteur der Zeitschrift Mittelweg 36 des Hamburger Instituts für Sozialforschung.

## Schriften
- mit Hans-Jürgen Krysmanski: Gruppenbild – Deutsche Eliten im 20. Jahrhundert, Rowohlt, Reinbek 1989 ISBN 3-499-18732-9
- Die Maßnahme – Eine Herrschaftsgeschichte der SED, Rowohlt, Reinbek 1991 ISBN 3-499-19166-0